# Kocijani
Kocijani su pogranično naselje u Hrvatskoj u općini Brod Moravice. Nalaze se u Primorsko-goranskoj županiji.

## Zemljopis
Jugoistočno su Podstene, Šepci Podstenski, Pauci i Zahrt., sjeverozapadno je Planica, zapadno je Padovo pri Fari (Slovenija) i pograniča rijeka Kupa, jugozapadno je Čedanj.

## Stanovništvo
| broj stanovnika | 83    | 79    | 76    | 65    | 75    | 84    | 77    | 68    | 59    | 60    | 52    | 38    | 25    | 21    | 14    | 10    | 5     |
|                 | 1857. | 1869. | 1880. | 1890. | 1900. | 1910. | 1921. | 1931. | 1948. | 1953. | 1961. | 1971. | 1981. | 1991. | 2001. | 2011. | 2021. |